# Monumento naturale Tenuta di Mazzalupetto - Quarto degli Ebrei
Il monumento naturale Tenuta di Mazzalupetto - Quarto degli Ebrei è un'area naturale protetta del Lazio istituita nell'anno 2000.
Occupa una superficie di 186 ha nel territorio di Roma Capitale, in zona Casalotti.
I terreni sono per lo più sottoposti ad agricoltura estensiva. È un'area protetta dal bracconaggio.
È stato istituito un laboratorio agro-alimentare per promuovere la vita agricola e il consumo alimentare consapevole.

## Fauna
Tra gli animali, oltre ad una consistente presenza dei rapaci e dei mammiferi più comuni, è da segnalare l’esistenza di una popolazione di Toporagno appenninico (Sorex samniticus) e di Arvicola rossastra (Clethrionomys glareolus), estremamente localizzate nell’area romana, che, sebbene poco appariscenti, sono indici di condizioni climatiche piuttosto fresche e di processi ecologici ancora non compromessi dall’espansione delle attività umane.

## Flora
La più grande delle tenute, denominata “Mazzalupetto” si estende su 140 ettari di campagna in massima parte coltivata, con spallette boschive lungo i dossi, dove dominano le querce (Quercus ilex, Q. pubescens, Q. suber).
La seconda, estesa su circa 40 ettari, denominata “Quarto degli Ebrei”, presenta caratteristiche molto simili alla precedente. Per quanto riguarda l’ambiente naturale, presenze importanti sono rappresentate, tra la vegetazione, dal Frassino (Fraxinus excelsior), ormai molto rarefatto nel territorio e dagli esemplari isolati, spesso imponenti, di Farnia (Quercus robur), che punteggiano il corso dei fossi.